# Sándor Puhl
Sándor Puhl (født 14. juli 1955, død 20. maj 2021) var en ungarsk fodbolddommer. Han dømte internationalt under det internationale fodboldforbund, FIFA, fra 1988 til 2000, hvor han afsluttede sin karriere, da han faldt for aldersgrænsen på 45 år for internationale dommere. I løbet af sin karriere nåede han blandt andet at dømme finalen ved VM 1994 mellem Brasilien og Italien som Brasilien vandt efter straffesparkskokurrence og Champions League-finalen i 1997 mellem Dortmund og Juventus, der endte 3-1 til Dortmund.
Han blev fire gange i træk (1994, 1995, 1996 og 1997) kåret som verdens bedste dommer af IFFHS.

## Kampe med danske hold
- Den 10. september 1997: Kvalifikation til VM 1998: Danmark – Kroatien 3-1.
- Den 18. november 1992: Kvalifikation til VM 1994: Nordirland – Danmark 0-1
- Dem 3. november 1993: Kvalifikation til Champions League: AC Milan – FC København 1-0.